# O Barão - banda sonora
‘'O Barão’’ é o décimo segundo álbum do grupo a cappella português Vozes da Rádio, lançado no ano de 2019. Este conjunto de peças é apresentado dez anos depois da sua concepção e resulta do trabalho musical que as Vozes fizeram para o filme O Barão de Edgar Pêra, com Nuno Melo, Leonor Keil, Marcos Barbosa, Marina Albuquerque, entre outros. 
O Barão é composto por onze faixas, sendo dez compostas pelas Vozes, e um arranjo da canção popular Verde Gaio, que é mencionada no livro de Branquinho da Fonseca, e que serviu de base a este filme. Fugindo muito do habitual registo das Vozes da Rádio estes temas mostram um lado de exploração da voz e da capacidade de com a mesma se criar texturas e cenários sonoros que eram pedidos por Edgar Pêra para o filme. 
Todo o trabalho teve produção das Vozes da Rádio e foi gravado e misturado por Jorge Prendas no Nosso Escritório, que era na altura a sala de ensaios das Vozes. A masterização foi feita por Nuno Coelho já em 2019, em Monkey Corporation. A capa, composta a partir de fotogramas do filme, é da autoria de Pedro Alves para a Brain Entertainment .
O lançamento nas plataformas digitais ocorreu a 15 de Novembro de 2019. 

## Antes da gravação
As Vozes da Rádio e Edgar Pêra cruzaram-se pela primeira vez a 7 de junho de 2006 num jantar realizado em Matosinhos. Essa noite, que foi também de poesia e de canções, acabou por marcar o início de trabalho e amizade entre o realizador e os membros do grupo. Dois anos depois foi Rodrigo Areias, produtor ligado a Edgar Pêra, que contactou as Vozes para propor a participação no Barão. A proposta foi logo aceite não apenas pelo grande desafio musical que era colocado, mas também porque a participação também incluía a presença nas filmagens, algo que todas as Vozes desejavam muito experimentar. 
O ano de 2009 foi de bastante actividade para as Vozes da Rádio. Além de vários concertos ainda no seguimento do disco de homenagem a António Mafra Sete e Pico, Oito e Coisa, Nove e Tal, também gravaram em Abril um dvd ao vivo - Radioterapia - que nunca chegou a ser editado e menos de um mês depois gravaram o dvd Ora Vejam Lá, com o conjunto António Mafra, Sérgio Castro e Newmax. As filmagens, que ocorreram em finais de 2009, foram o ponto final desse ano, que ainda fica marcado pela edição vídeo de um original de Natal - O Verdadeiro Milagre de Natal - gravado pelas Vozes e com realização de Carlos Figueiredo. 
Em novembro de 2009, e enquanto o processo de criação musical decorria na sala de ensaio do grupo, foram filmadas as cenas que têm a presença das Vozes, nomeadamente a cena central do filme, a dança do Tum Tum, em que a “orquestra” anima o serão do Barão. O processo de criação prosseguiu durante mais algum tempo depois das filmagens, tendo sido terminado no início de 2010.

## Gravação
As gravações foram efectuadas na Sala de Ensaio das Vozes da Rádio e ao contrário do que até aí tinha acontecido, raramente houve material escrito e harmonizado previamente. Na realidade isso apenas aconteceu em dois temas - O Barão e Verde Gaio. As gravações, bem como as misturas e edições foram feitas por Jorge Prendas. 
Em Novembro de 2009 as Vozes da Rádio filmaram nos estúdios da Cinemate nos arredores de Lisboa, cantando ao vivo o Verde Gaio, fazendo o Tum Tum Tum e cantando ainda The Final Countdown. 

## Composição e estilo
Este, que é o décimo segundo trabalho das Vozes da Rádio, apresenta características completamente diferentes de todos os trabalhos anteriores: uma composição bastante experimental, marcada por texturas vocais e a exploração da electrónica com uso de variados recursos desde o reverse ao delay passando por filtros e transposições. O resultado sonoro não pode ser dissociado do filme e do ambiente obscuro e tenso do mesmo.
Há uma base comum a muitas faixas que é o ritmo popular Tum Tum Tum e que aparece no livro de Branquinho da Fonseca. Esta cadência rítmica aparece no tema de abertura, no Verde Gaio, nos dois Tum Tum Tum e foi assumido pelas Vozes como uma ligação àquilo que vem mencionado no conto.

## O Filme
Estreado em Outubro de 2011 O Barão teve uma recepção excelente, tornando-se rapidamente num filme de referência do cinema português. Conquistou prémios, onde se destacam o Golden Donkey de Roterdão em 2011 e 4 prémios nos Caminhos do Cinema Português. No plano nacional Nuno Melo conquistou o Prémio Autores e o Globo de Ouro para melhor actor em 2012. Também a banda sonora foi elogiada pela crítica. O Barão faz parte da lista de referência do Plano Nacional de Cinema.

## Curiosidades
- O lançamento nas plataformas digitais do Barão aconteceu dez anos após as filmagens realizadas nos estúdios da Cinemate[9] nos arredores de Lisboa;

- O Barão é o décimo segundo trabalho editado pelas Vozes da Rádio mas é o primeiro que inclui fotografias dos elementos do grupo na capa;

- Os socos de madeira usados durante as filmagens inspiraram Jorge Prendas para a escrita da peça Dia de Feira[10], estreada em maio de 2010 pelo Perkool Quartet na sala 2 da Casa da Música;

- O filme de Edgar Pêra termina de forma surpreendente e inesperada com a versão a cappella das Vozes da Rádio de Final Countdown, curiosamente a canção que as Vozes da Rádio cantaram no dia em que conheceram Edgar;

- Todos os sons são vocais com a excepção de uma ventoinha na faixa "Vento e Batimento". Na realidade a ventoinha era do computador em que as Vozes gravaram e que por vezes era ruidosa demais impedindo as gravações. Assim sendo o grupo resolveu incluir o som desta, gravando-o e tornando-se assim o único elemento não-vocal em todo o disco;

## Faixas
| N.º | Título               | Compositor(es)          | voz principal  | Duração |  |
| 1.  | "O Barão"            | J. Prendas              | António Miguel | 2:38    |  |
| 2.  | "Tum Tum Tum 1"      | J. Prendas              | Vozes da Rádio | 5:13    |  |
| 3.  | "Uma moda popular"   | Tradicional, J. Prendas | Vozes da Rádio | 0:25    |  |
| 4.  | "O Passeio do Barão" | J. Prendas              | Vozes da Rádio | 2:47    |  |
| 5.  | "Famintos"           | J. Prendas              | Vozes da Rádio | 1:00    |  |
| 6.  | "E o tempo passa"    | J.Prendas               | Vozes da Rádio | 1:38    |  |
| 7.  | "Roedores"           | J. Prendas              | Vozes da Rádio | 0:45    |  |
| 8.  | "Álcool"             | J. Prendas              | Vozes da Rádio | 0:59    |  |
| 9.  | "Vento e Batimento"  | J. Prendas              | Vozes da Rádio | 2:29    |  |
| 10. | "Tum Tum Tum 2"      | J. Prendas              | Vozes da Rádio | 4:27    |  |
| 11. | "Verde Gaio"         | Tradicional Portuguesa  | Vozes da Rádio | 4:39    |  |

Duração Total 27m01s

## Membros
Banda
- Tiago Oliveira
- Jorge Prendas
- Rui Vilhena
- António Miguel
- Ricardo Fráguas

Equipa técnica
- Jorge Prendas - gravação, mistura
- Nuno Coelho - masterização
- Pedro Alves - design

1. ↑  «Cinemate Barão». Consultado em 14 Nov 2019
2. ↑  «Livro O Barão». Consultado em 14 Novembro 2019
3. ↑  «The Golden Donkey Rotterdam 2011». MUBI. Consultado em 14 Novembro 2019
4. ↑  ««Sangue do meu Sangue» e «O Barão» somam prémios nos Caminhos do Cinema Português». Consultado em 14 Nov 2019
5. ↑  «"Prémio Autores 2012" – Nomeados e Vencedores.». 2 Fev 2012. Consultado em 14 Nov 2019
6. ↑  «Globos de Ouro 2012 – Entrega de Prémios». Stars Online. Maio 21, 2012. Consultado em 14 Nov 2019
7. ↑  «AQUI QUEM MANDA É ELE». Espalha Factos. 20 Out 2011. Consultado em 14 Nov 2019
8. ↑  «Plano Nacional de Cinema». Consultado em 14 Nov 2019 |nome1= sem |sobrenome1= em Authors list (ajuda)
9. ↑  «Edgar Pêra está a rodar "O barão"». 2 Nov 2009. Consultado em 14 Nov 2019
10. ↑  «Jorge Prendas Dia de Feira». Consultado em 14 Nov 2019